# Magstatt-le-Bas
Magstatt-le-Bas è un comune francese di 482 abitanti situato nel dipartimento dell'Alto Reno nella regione del Grand Est.

## Società

### Evoluzione demografica
Abitanti censiti